# Sonata para piano n.º 1 (Chopin)
La sonata para piano n.º 1 en do menor, Op. 4 es una composición de juventud escrita por Frédéric Chopin en 1828, aunque no se publicó hasta 1851. La obra está dedicada a Józef Elsner.

## Historia
La pieza fue compuesta a comienzos de 1828, es pues, una obra lógicamente inmadura, sobre todo en lo que hace referencia al material utilizado, lejos de la inspiración que asociamos con el autor. Chopin la dedicó a su profesor Józef Elsner. Durante su estancia en Viena, ese mismo año llegó a un acuerdo con Haslinger para su publicación, pero en el momento de corregir pruebas a Chopin, le pareció que no estaba a la altura debida para publicarla. No se publicó hasta 1851, por tanto, es una obra póstuma. 

## Estructura y análisis
La sonata consta de cuatro movimientos:
- I. Allegro maestoso. Una amplia página, escrita según la tradicional forma sonata, con dos temas no demasiados contrastantes. El primero tiene impulso y una atmósfera inquieta; el segundo es más recogido, pero la parte lírica no lleva a adquirir la importancia deseada. El desarrollo resulta algo confuso.
- II. Minuetto. No carece de gracia. Las secciones primera y tercera están escritas con desenfado, mientras que la central con espressione es seria, delicada y sutil.
- III. Larghetto. Escrito en el poco frecuente compás de 5/4 y la bemol mayor, el tiempo lento tiene su mejor expresión en el clima suavemente contemplativo que los domina y que se mantiene a lo largo de todo su curso.
- IV. Finale. Brillante y virtuosístico, resulta algo académico. La música, poderosa y fogosa, carece prácticamente de contrastes de tensión y relajación. En cualquier caso, demuestra el dominio de los instrumentos que tenía el compositor a los 18 años.

La sonata fue escrita en la tonalidad de do menor.